# Carnation (Washington)
Carnation (korábban Tolt) az Amerikai Egyesült Államok északnyugati részén, Washington állam King megyéjében elhelyezkedő város. A 2010. évi népszámlálási adatok alapján 1786 lakosa van.

## Történet
A Snoqualmie-völgyben fehér telepesek az 1850-es és 1860-as években, az indiánok rezervátumba telepítésének idején jelentek meg először. A Tolt folyóról elnevezett helységet 1865-ben alapították, városi rangot 1912. december 30-án kapott.
Toltot 1917-ben Carnationre nevezték át, azonban a változtatást lakosok és a snoqualmie törzs tagjai is ellenezték, így a település 1928. május 3-án újra felvette régi nevét. A várost 1951. május 3-a óta újra Carnationnek nevezik.

## Éghajlat
A város éghajlata mediterrán (a Köppen-skála szerint Csb).
| Hónap                         | Jan.  | Feb.  | Már.  | Ápr. | Máj. | Jún. | Júl. | Aug. | Szep. | Okt. | Nov.  | Dec.  | Év    |
| ----------------------------- | ----- | ----- | ----- | ---- | ---- | ---- | ---- | ---- | ----- | ---- | ----- | ----- | ----- |
| Rekord max. hőmérséklet (°C)  | 19,4  | 23,9  | 26,7  | 32,2 | 36,1 | 37,2 | 40,0 | 38,9 | 36,7  | 35,0 | 23,9  | 19,4  | 40,0  |
| Átlagos max. hőmérséklet (°C) | 8,3   | 10,0  | 12,2  | 14,4 | 17,8 | 20,6 | 23,9 | 24,4 | 21,1  | 15,6 | 10,6  | 7,2   | 15,5  |
| Átlagos min. hőmérséklet (°C) | 2,2   | 1,7   | 2,8   | 4,4  | 7,8  | 10,6 | 12,2 | 11,7 | 8,9   | 6,1  | 3,3   | 1,1   | 6,1   |
| Rekord min. hőmérséklet (°C)  | −18,0 | −19,4 | −13,3 | −4,4 | −6,1 | −1,7 | −1,1 | 2,2  | −3,9  | −8,9 | −16,7 | −16,1 | −19,4 |
| Átl. csapadékmennyiség (mm)   | 225   | 142   | 159   | 122  | 102  | 75   | 35   | 33   | 72    | 145  | 257   | 215   | 1582  |
| Forrás: The Weather Channel   |       |       |       |      |      |      |      |      |       |      |       |       |       |

## Népesség
A 2010-es népszámláláskor a városnak 1786 lakója, 631 háztartása és 474 családja volt. A népsűrűség 595,3 fő/km2. A lakóegységek száma 665, sűrűségük 221,7 db/km2. A lakosok 85,8%-a fehér, 0,9%-a afroamerikai, 1%-a indián, 3,1%-a ázsiai, 0,1%-a a Csendes-óceáni szigetekről származik, 7,1%-a egyéb, 2,1%-a pedig kettő vagy több etnikumú. A spanyol vagy latino származásúak aránya 12,7% (   )
A háztartások 45%-ában élt 18 évnél fiatalabb. 58,5% házas, 10% egyedülálló nő, 6,7% egyedülálló férfi, 24,9% pedig nem család. 19% egyedül élt; 6,9%-uk 65 éves vagy idősebb. Egy háztartásban átlagosan 2,83 személy élt; a családok átlagmérete 3,24 fő.
A medián életkor 34,9 év volt. A város lakóinak 30,1%-a 18 évesnél fiatalabb, 6,8% 18 és 24 év közötti, 29,4%-uk 25 és 44 év közötti, 27,7%-uk 45 és 64 év közötti, 6%-uk pedig 65 éves vagy idősebb. A lakosok 49,8%-a férfi, 50,2%-a pedig nő.

## Közbiztonság
A város közbiztonságáért 2004 végéig a megyei seriff hivatala, 2004 és 2013 között pedig Duvall városának rendőrkapitánysága felelt. 2014. január 1-jétől a rendőri feladatokat újra a seriff látja el.

## Fordítás
- Ez a szócikk részben vagy egészben  a   Carnation, Washington című angol Wikipédia-szócikk ezen változatának fordításán alapul.  Az eredeti cikk szerkesztőit annak laptörténete sorolja fel. Ez a jelzés csupán a megfogalmazás eredetét és a szerzői jogokat jelzi, nem szolgál a cikkben szereplő információk forrásmegjelöléseként.